# Artamonov (cràter)
Artamonov és un cràter d'impacte lunar que es troba en la cara oculta de la Lluna. La vora externa erosionada d'Artamonov no té la forma circular de la majoria dels cràters lunars, i en el seu lloc té la forma general de tres o quatre cràters fusionats. La major d'aquestes formacions està en el sud, amb petites protuberàncies circulars cap al nord i l'est.

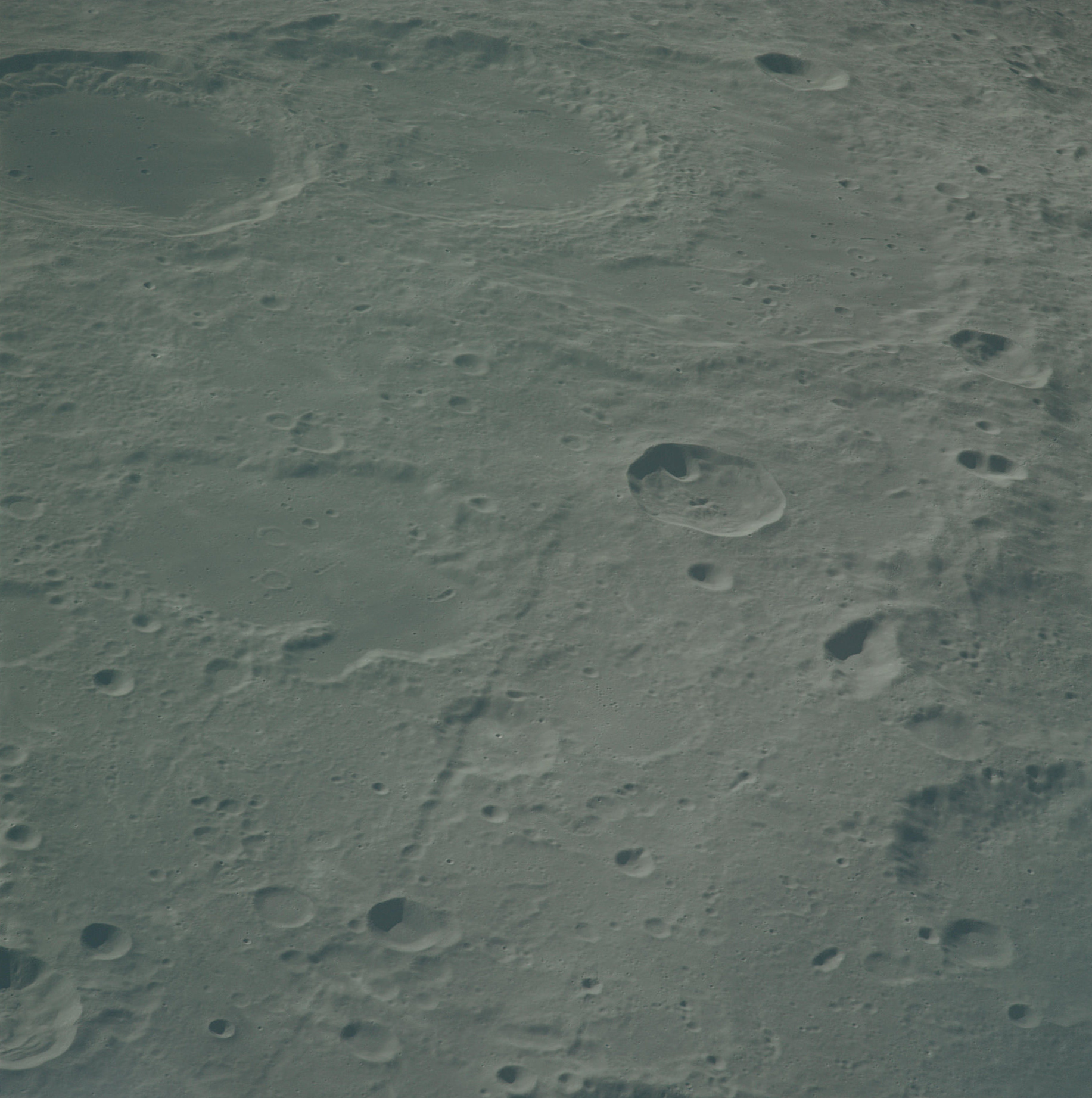
Fotografia de la missió Apol·lo 16

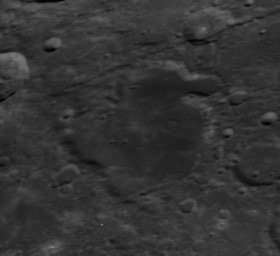
Vista obliqua des de l'Apol·lo 14. Càmera Hasselblad (cara aquest).

El sòl interior d'Artamonov ha ressorgit pels fluxos posteriors de lava basàltica, deixant un sòl relativament pla, sense trets més foscos deguts a una albedo inferior. El sòl del cràter està feblement marcat per les ejeccions en tons més clars del cràter Giordano Bruno situat cap al nord.
Una formació lineal de cràters designada Catena Artamonov es troba al costat de l'extrem nord-est d'Artamov, seguint un curs cap al sud-est. Prop dels apareixen els cràters Maxwell i Lomonosov al nord-oest, i Edison cap a l'oest. A l'est-nord-est està un cràter més petit, Espin, mentre que la petita formació Malyy es troba al sud-sud-est.